# Ralf Roberts
Ralf Roberts (* 1942 in Prag) ist ein ehemaliger deutscher Schlagersänger böhmischer Herkunft.

## Leben
Der in Prag geborene und in Budapest und Wien aufgewachsene Ralf Roberts entstammt einer vornehmen begüterten Roma-Familie, die das Naturtalent ihres Sprösslings früh erkannte und förderte. Nachdem er mit 13 Jahren in Wien einen Kinder-Gesangswettbewerb gewonnen hatte, ermöglichten ihm die Eltern später den Besuch des Konservatoriums. Gleich nach dem Abschluss fand er in einer Musikrevue ein Betätigungsfeld, das ihm zwar Neues abverlangte, aber somit für den Karrierestart als Solokünstler vorbereitete. Denn er konnte nun nicht allein durch seinen Gesang überzeugen, sondern auch mit selbstbewusstem Auftreten glänzen. Dies kam ihm bei der Kontaktaufnahme mit dem Schlagerproduzenten Gerhard Mendelson zugute, der vom routiniert wirkenden kaum 17-Jährigen sofort angetan war.
Dann kamen bei Polydor im letzten Quartal 1959 in schneller Folge drei, 1960 noch einmal zwei Singles, heraus, die mit dem Orchester Johannes Fehring eingespielt worden waren, wobei die erste, Der Leierkastenmann von Notre Dame, die erfolgreichste bleiben sollte. Zum Erscheinen der zweiten Single Hast du noch eine Zigarette, Kamerad wurde der Nachwuchskünstler im Schlepptau umsatzträchtiger Kollegen wie Peter Kraus und Ted Herold auf Tournee geschickt. Die „Schlagerbummel“-Tournee durch Deutschland und Österreich, auf der das Orchester Max Greger für den musikalischen Rahmen sorgte, war 1959 ein großes Ereignis, das von einer Spezial-LP flankiert wurde, auf der Roberts mit dem aktuellen Lied vertreten war.
Nachdem die eifrig betriebene Etablierung im Schlagersegment sich nicht in zählbarem Erfolg ausdrückte, kündigte Polydor die Zusammenarbeit. Der ehrgeizige Roberts, der im Zeitungsinterview nach dem Newcomer-Achtungserfolg verkündet hatte: „Ich mache erst halt, wenn ich ganz, ganz oben bin“, nahm einen zweiten Anlauf beim Label Adano, wo Jerry Peters die Orchesterbegleitung übernahm. Weder mit dem „langsamen Foxtrott“ Es schweigen immer noch die Wälder, noch mit der Coverversion des besonders in der englischen Version zum Evergreen gewordenen Szomorú Vasárnap von Rezső Seress (Trauriger Sonntag) gelang jedoch der Durchbruch.

## Diskografie
- 1959: Der Leierkastenmann von Notre Dame / Vergiß die Heimat nicht (Single)
- 1959: Hast du noch eine Zigarette, Kamerad / Marietta Violetta (Dein kleines Bild) (Single)
- 1959: Hast du noch eine Zigarette, Kamerad / Marietta Violetta / Der Leierkastenmann von Notre Dame / Vergiß die Heimat nicht (EP)
- 1959: 1000 Fenster hat die Straße / Weit ist das Meer (Single)
- 1960: Die Glocken im Heimatland / Aus meinem Vaterhaus (Single)
- 1960: Doch du bist weit / Wie schön die Heimat ist (Single)
- 1962: Es schweigen immer noch die Wälder / Liebe heißt vertrauen (Single)
- 1962: Trauriger Sonntag / Maria-Christina (Single)